# Danville (Iowa)
Danville – miasto w Stanach Zjednoczonych, w stanie Iowa, w hrabstwie Des Moines.

## Demografia
W 2000 liczyło 914 mieszkańców. W 2023 liczba mieszkańców spadła nieznacznie do 908 osób, a gęstość zaludnienia do 468 osób/km².